# A doua bătălie de la Schooneveld
A doua bătălie de la Schooneveld a avut loc la 4/14 iunie 1673 între flota neerlandeză comandată de Michiel de Ruyter și flota aliată anglo-franceză condusă de Prințul Rupert de Rin, în cadrul celui de al Treilea Război Anglo-Olandez (1672–1674), care făcea parte el însuși din Războiul Franco-Olandez (1672–1678). Această bătălie a îndepărtat temporar flota anglo-franceză din apele Țărilor de Jos. Ultima mare bătălie navală din anul 1673, bătălia de la Texel din luna august, a salvat definitiv Provinciile Unite de o invazie marină anglo-franceză.

## Context
Imediat după Prima Bătălie de la Schooneveld flota neerlandeză s-a întors sub protecția ancorajului de la Schooneveld pentru a-și repara avariile iar flota anglo-franceză a ancorat la 12 mile Vest de inamic, la capătul bazinului Schooneveld. De Ruyter era pregătit să atace în dimineața următoare, 8 iunie, dar schimbarea vremii l-a împiedicat să reia lupta. La Schooneveld, De Ruyter a primit doar două nave întăriri, însă acestea erau foarte puternice: Isaac Sweers, vice-amiralul de Amsterdam, pe Olifant (82 tunuri) și Voorsichtigheid (84 tunuri) de la Amiralitatea de pe Maas, comandată de Jan van Brakel, eroul de la Medway și Solebay. Astfel efectivele flotei neerlandeze s-au rotunjit la 51 de nave de linie, cu practic același număr de tunuri ca înainte, 3.169. Sweers și-a luat locul natural de vice-amiral al Escadrei lui Tromp, în timp ce în locul regretatului Vlugh în Ariergardă a fost numit temporar Jan Dick de pe Eenhoorn (70 tunuri) ca Schout-bij-Nact.
Flota aliată anglo-franceză a pierdut trei nave, însă li s-a alăturat doar Swiftsure (70 tunuri), efectivele ei reducându-se la 74 nave de linie cu 4.686 tunuri. Prințul Rupert și-a mutat steagul pe Royal Sovereign (100 tunuri) datorită balansului prea mare al lui Royal Charles iar aceste două nave au schimbat locurile în linie; Swiftsure probabil a înlocuit pe Resolution în Escadra Roșie.
Prințul Rupert s-a folosit de acest răgaz pentru a încerca să își aranjeze flota. La 11 iunie aliații erau ancorați într-o serie de linii întinzându-se de la Nord-Vest la Sud-Est, fiecare alcătuită dintr-una din cele trei divizii ale unei escadre. Erau astfel 9 linii cu nave-amiral pe la mijlocul fiecăreia iar aceste nave amiral erau dispuse într-o linie de la Nord la Sud. În teorie navele amiral trebuiau să se afle la 4 cabluri (2/5 mile) depărtare iar celelalte nave din linie la jumătate din acest interval, dar se pare că distanțele erau mult mai mari în realitate. Spragge scrie în jurnalul său că erau cel puțin 10 mile (sau 6 mile, după altă sursă) de la nava sa amiral la cea a lui Rupert, în loc de 2 2/5 mile cât ar fi trebuit; în mod similar, Legge a ancorat la 2 mile de Rupert, în loc de o milă.
Condițiile nefavorabile ale vremii au continuat până la 14 iunie, când De Ruyter a luat inițiativa și a atacat flota aliată anglo-franceză.

## Desfășurarea bătăliei
Flota neerlandeză s-a pus în mișcare la scurt timp după ora 11:00 în dimineața de 14 iunie, părăsindu-și ancorajul aflat la 10 mile Est de aliați, și s-a îndreptat spre aceștia cu o briză proaspătă dinspre Nord-Est. Se spune că Rupert a așteptat întreaga noapte această mișcare a inamicului, dar Spragge, în ciuda opiniei afirmate, pare să fi fost luat complet prin surprindere. El își părăsise nava pentru a-l vizita pe Rupert și a continuat să se îndrepte spre el chiar și după ce a văzut că neerlandezii s-au pus în mișcare. Când a ajuns după-amiaza pe Royal Sovereign chiar el relatează că vela zburător de pe trinchet era slăbită în semn de ridicare a ancorelor și că inamicul se apropie. Rupert i-a dat ordinul să se urce la bord și să navigheze înainte. Astfel că i-a luat 2 ore să se întoarcă pe Prince iar între timp Escadra sa Albastră, care trebuia să conducă flota, aștepta imobilă să își recapete amiralul.
Pentru a agrava lucrurile, Rupert a decis să contramandeze ordinele către Spragge și să ia conducerea cu propria escadră, asta fără să îi explice intențiile sale lui d’Estrées, care aștepta să își ocupe poziția desemnată la pupa Escadrei Albastre. A rezultat o confuzie completă. Chicheley, contra-amiralul Escadrei Roșii, a luptat alături de Des Ardens, secundul francez; Rupert pe Royal Sovereign se afla la doar 2 sau 3 locuri înaintea lui d’Estrées pe Reine, în timp ce vice-amiralul său, Harman, a apărut aproape de pupa navei amiral franceze. Navele acestor variate divizii au ocupat locuri cum au putut, amestecate între ele și pe mai multe linii; în ariergardă se afla De Grancey cu a treia divizie a francezilor.
La început Spragge a încercat să rămână în față, sperând să aducă într-o linie ordonată celelalte două escadre de la pupa sa care înaintau peste el în confuzie și fără semnal de luptă. În avangarda neerlandeză Tromp  “fiind foarte nerăbdător, a tras o lovitură de tun ca să stea după el”  și după puțină ezitare Spragge a redus velele și a acceptat provocarea; imediat apoi Rupert a ridicat steagul roșu și lupta s-a generalizat. Bătălia a început în avangardă pe la ora 16:00.
Nu a existat nici o manevră de ambele părți; lupta a fost pur și simplu una între două flote navigând una pe lângă cealaltă la tribord, cu neerlandezii în vânt. După cum se întâmpla de obicei în aceste cazuri, fiecare parte a acuzat-o pe cealaltă pentru evitarea luptei de aproape. De exemplu, Spragge l-a acuzat pe Tromp că  “a tras în mod laș multe salve în vânt, niciodată îndrăznind să se aproprie” , ceea ce este o afirmație remarcabilă despre amiralul confirmat ca alergând mereu în mijlocul acțiunii. Sursele neerlandeze consemnează că Rupert s-a depărtat de De Ruyter, trăgând cu tunurile de la pupa în locul bateriilor laterale, în timp ce versiunea lui Rupert este că De Ruyter  “a ridicat velele și s-a ținut în vânt cât mai departe posibil, la un moment dat plecând definitiv din luptă” .
Probabil că afirmația lui Haddock că  “noi am păstrat vântul, ei au făcut la fel și nu s-au apropiat”  este cea mai aproape de adevăr. Cu numerele sale inferioare De Ruyter ar fi în mod natural reticent să angajeze lupta de la scurtă distanță, atunci când putea atinge obiectivul de a cauza destule avarii inamicului pentru ca acesta să părăsească coasta neerlandeză. Rupert ar fi trebuit să forțeze lupta de la mică distanță, având un avantaj numeric de 3 la 2, însă acesta nu a făcut nici o încercare în această direcție.
Lupta a fost mai dură în avangardă, unde Sweers pe Olifant a angajat lupta mai devreme decât Tromp, a cărui navă naviga mai încet. A fost susținut de Provincie van Utrecht și de două fregate, dar celelalte trei nave din divizia sa și-au luat poziție lângă Tromp, și prin urmare Olifant a trebuit în cele din urmă să părăsească linia. Și navele amiral ale lui Spragge și Tromp au fost avariate considerabil.
Nici Zeven Provincien, nici Sovereign nu au suferit prea mult, dar nava din fața lui De Ruyter, Voorsichtigheid, a fost scoasă din linie pentru o vreme iar nava fiului său, Waesdorp, a suferit mult de pe urma tirului lui Sovereign; în timp ce Royal Katherine, probabil puțin mai în spate, a suferit aproximativ 100 de morți și grav răniți și a fost mult avariată la catarge și suprastructuri. Printre francezi cel mai mult au suferit Prince și Aquilon din divizia din frunte, alături de Grand din ariergardă. O relatare franceză merge atât de departe încât susține că Grancey a trebuit să facă față cu 5 sau 6 nave celor 30 ale lui Banckert, dar după sursele neerlandeze Banckert a fost angajat ușor în luptă, până și d’Estrées admite că divizia sa, împreună cu navele englezești care o susțineau, nu a fost pusă deloc sub presiune.
Virând spre Nord-Nord-Vest odată cu schimbarea vântului, cele două flote au continuat lupta până după lăsarea întunericului. La un moment dat între 22:00 și 0:00, De Ruyter a virat și s-a îndreptat spre casă, dar o parte din flota neerlandeză, sub Tromp, a rămas pe același curs timp de încă 2 sau 3 ore înainte să îl urmeze după miezul nopții.

## Urmările
La sfârșitul luptei aliații se aflau la 25-30 mile de Solebay, dar datorită lipsei generale de muniții și a avariilor severe ale unor nave s-a decis să nu ancoreze acolo ci să meargă la Nore. Flota a ancorat în noaptea de 15 iunie lângă baliza de la Gunfleet, iar la 18 iunie cele mai avariate nave erau duse pe Medway.  Neerlandezii au ancorat din nou la Schooneveld în seara de 15 iunie.
Din punct de vedere material, A doua Bătălie de la Schooneveld a fost la fel de nedecisivă ca prima, dar moral a fost o a doua victorie pentru neerlandezi, aliații părăsind pentru o vreme coasta neerlandeză și amânându-și planurile de debarcare. Încă o dată, nici o navă nu a fost pierdută de nici o parte, deși navele neerlandeze Olifant și Tijdverdrijf au fost trimise în port pentru reparații și mai multe nave engleze și franceze erau probabil la fel de greu avariate. Au fost consumate sau pierdute 2 nave incendiare englezești și probabil una sau două neerlandeze.
Nu se știu multe despre pierderile omenești, cu excepția navelor din Amsterdam ale flotei neerlandeze. De partea aliaților singurele numere sunt date de Legge pentru Royal Katherine, aproximativ 30 morți și între 60 și 70 răniți grav. Au fost uciși doi căpitani englezi, Sadlington de pe Crown și White de pe Warspite, în timp ce alți doi căpitani francezi au fost răniți ușor; neerlandezii nu au pierdut nici un ofițer superior, doar Liefde, vice-amiralul de Maas, a for rănit. Contingentul din Amsterdam, care alcătuia exact jumătate din flota neerlandeză, a suferit 216 morți și 285 răniți, nava lui Tromp cu 32 morți și 107 răniți suferind de departe cel mai mult. Brandt menționează că navele de la Maas și Noorder Quarter au suferit mai puțin, dar nu menționează pierderile celor din Zeeland. Probabil ca 700 pierderi sunt destul de aproape de adevăr atât pentru neerlandezi cât și pentru aliați.
Cu toate că neerlandezii au izbândit în această luptă, Tromp, ca de obicei, s-a plâns că nu a fost ajutat cum se cuvine și l-a acuzat pe Sweers că a rămas inactiv în vânt fără nici un motiv. Sweers a răspuns că a atacat inamicul doar cu o singură altă navă mare alături, restul diviziei sale alegând să rămână lângă Tromp (lucru confirmat de acesta) și că nava sa a fost dezafectată și scoasă din luptă. De Ruyter credea că problema venea din „vechi fricțiuni” , probabil datând din 1666; dar pentru a rezolva situația, a trimis trei ofițeri amirali din alte escadre pentru a inspecta nava Olifant a lui Sweers. Verdictul lor a fost unanim în favoarea lui Sweers, în timp ce o a doua inspecție făcută de trei căpitani din escadra lui Tromp și matrozii lor au decis că nava trebuie trimisă în port pentru reparații. Prințul de Orania a sugerat că Sweers ar trebui să fie trimis în escadra lui Banckert și să fie înlocuit de Evertsen, dar asta nu s-a întâmplat; probabil că De Ruyter s-a gândit că amestecul de ofițeri amirali din Amsterdam și Zeeland în două escadre ar duce la și mai multe probleme.
În august 1673 o ultimă încercare a flotei anglo-franceze de a anihila flota neerlandeză și de a debarca apoi trupele de desant adunate la Yarmouth a fost zădărnicită definitiv de către De Ruyter în Bătălia de la Texel. Englezii au negociat o pace separată și au ieșit din război, în timp ce Franța a trebuit să facă față noilor aliați ai Provinciilor Unite, Spania și Imperiul Romano-German, pentru următorii patru ani.

## Flota aliată anglo-franceză[1]
A fost compusă din 74 nave de linie, 10 fregate (84 nave de război) cu 4.674 tunuri și 28.785 oameni, 10 fregate ușoare și alte nave mici (~120 nave in total)
| ESCADRA ROȘIE (ENGLEZĂ) (Prințul Rupert) (navele în linia de bătaie) 26 nave de linie cu 1.744 tunuri si 10.540 oameni | ESCADRA ROȘIE (ENGLEZĂ) (Prințul Rupert) (navele în linia de bătaie) 26 nave de linie cu 1.744 tunuri si 10.540 oameni | ESCADRA ROȘIE (ENGLEZĂ) (Prințul Rupert) (navele în linia de bătaie) 26 nave de linie cu 1.744 tunuri si 10.540 oameni | ESCADRA ROȘIE (ENGLEZĂ) (Prințul Rupert) (navele în linia de bătaie) 26 nave de linie cu 1.744 tunuri si 10.540 oameni | ESCADRA ROȘIE (ENGLEZĂ) (Prințul Rupert) (navele în linia de bătaie) 26 nave de linie cu 1.744 tunuri si 10.540 oameni |
| --- | --- | --- | --- | --- |
| Rang | Navă | Tunuri | Echipaj | Căpitan |
| Avangarda (John Harman)                                                                                                | | | | |
| 4 | Stavoren | 48 | 230 | John Keene |
| 2 | Triumph | 72 | 460 | William Davies |
| 4 | Happy Return | 54 | 280 | John Stainsby |
| 3 | Warspite | 70 | 420 | Richard White † |
| 1 | London | 96 | 730 | Vice-amiralul Sir John Harman (1625-1673), căpitan William Holden                                                      |
| 3 | Swiftsure | 70 | 420 | Richard Rooth |
| 2 | French Ruby | 80 | 460 | Thomas Room Coyle |
| 3 | Anne | 58 | 340 | Thomas Elliott |
| 4 | Constant Warwick | 42 | 180 | Joseph Harris |
| Centrul (Prințul Rupert)                                                                                               | | | | |
| 3 | Lion | 62 | 355 | Thomas Foulis (sau Fowlis)†                                                                                            |
| 4 | Princess | 54 | 280 | Robert Stout |
| 3 | Rupert | 66 | 400 | Sir John Holmes |
| 1 | Royal Sovereign | 100 | 815 | Amiralul Prințul Rupert (1619-1682), căpitan Richard Haddock                                                           |
| 5 | Edgar | 72 | 445 | Sir William Reeves |
| 4 | Crown | 48 | 230 | Richard Sadlington †                                                                                                   |
| 2 | Henry | 82 | 530 | John Wetwang |
| 3 | Gloucester | 62 | 340 | William Coleman |
| 2 | Royal Katherine | 100 | 600 | George Legge |
| 2 | Old James | 70 | 460 | James Storey |
| Ariergarda (John Chicheley)                                                                                            | | | | |
| 4 | Yarmouth | 54 | 280 | Henry Clarke |
| 3 | Revenge | 62 | 355 | John Ernley |
| 4 | Newcastle | 54 | 280 | Anthony Langstone |
| 1 | Charles | 96 | 710 | Contra-amiralul Sir John Chicheley (c1640-1691)                                                                        |
| 4 | Assurance | 42 | 180 | Ralph Lassells |
| 2 | Victory | 82 | 530 | Sir William Jennings or Jennens                                                                                        |
| 4 | Mary Rose | 48 | 230 | Thomas Hamilton |

| ESCADRA ALBĂ (FRANCEZĂ) (Jean d’Estrées) (navele în linia de bătaie) 26 nave de linie cu 1.550 tunuri si 9.870 oameni | ESCADRA ALBĂ (FRANCEZĂ) (Jean d’Estrées) (navele în linia de bătaie) 26 nave de linie cu 1.550 tunuri si 9.870 oameni | ESCADRA ALBĂ (FRANCEZĂ) (Jean d’Estrées) (navele în linia de bătaie) 26 nave de linie cu 1.550 tunuri si 9.870 oameni | ESCADRA ALBĂ (FRANCEZĂ) (Jean d’Estrées) (navele în linia de bătaie) 26 nave de linie cu 1.550 tunuri si 9.870 oameni | ESCADRA ALBĂ (FRANCEZĂ) (Jean d’Estrées) (navele în linia de bătaie) 26 nave de linie cu 1.550 tunuri si 9.870 oameni |
| --- | --- | --- | --- | --- |
| Rang | Navă | Tunuri | Echipaj | Căpitan |
| Avangarda (Hector des Ardens)                                                                                         | | | | |
| 3 | Oriflamme | 50 | 300 | Chevalier François de Bethune                                                                                         |
| 3 | Sage | 50 | 300 | Joseph Le Fevre de La Barre                                                                                           |
| 3 | Temeraire | 52 | 325 | Chevalier Louis d’Infreville de St.-Aubin                                                                             |
| 3 | Aquilon | 50 | 300 | Louis Gabaret |
| 2 | Terrible | 70 | 450 | Contra-amiralul Marquis Hector des Ardens (1620-1675)                                                                 |
| 2 | Sans Pareil | 64 | 420 | Chevalier Anne Hilaruion de Tourville                                                                                 |
| 3 | Precieux | 52 | 325 | François Pannetier |
| Centrul (Jean d’Estrées)                                                                                              | | | | |
| 3 | Vaillant | 52 | 325 | Comte de Sourdis |
| 3 | Aimable | 52 | 330 | Chevalier de Sebeville                                                                                                |
| 2 | Fier | 58 | 370 | Chevalier Claude d’Hailly                                                                                             |
| 2 | Glorieux | 64 | 420 | Chevalier Jean Baptiste de Valbelle                                                                                   |
| 2 | Foudroyant | 70 | 450 | Jean Gabaret |
| 1 | Reine | 104 | 800 | Vice-amiralul Jean Comte d’Estrées (1624-1707), căpitan Chevalier Jacques de Cuers de Cogolin                         |
| 2 | Tonnant | 64 | 420 | Marquis Raimond de Preuilly d’Humières                                                                                |
| 2 | Invincible | 70 | 420 | Chevalier d’Estivalle †, căpitan Chevalier d’Amblimont, secund Chevalier Alain Emmanuel de Coëtlogon                  |
| 3 | Apollon | 50 | 300 | Joseph Andrault Marquis de Langeron                                                                                   |
| 2 | Excellent | 60 | 370 | Pierre de Magnou (sau du Magnon)                                                                                      |
| Ariergarda (François de Graney)                                                                                       | | | | |
| 2 | Grand | 70 | 420 | Job Forant, secund Chevalier de Verdilles                                                                             |
| 3 | Duc | 50 | 300 | Chevalier Pierre Le Bret de Flacourt                                                                                  |
| 2 | Illustre | 70 | 420 | Auguste Jérôme de Beaulieu                                                                                            |
| 2 | Orgueilleux | 70 | 450 | Contra-amiralul Marquis François Medavy Rouxuel de Grancey (1628/1635-1679), căpitan De Belle-Isle-Erard              |
| 2 | Fortuné | 60 | 370 | Comte Charles de La Roche-Courbon-Blenac, secund Marquis Phillipe de Villette-Mursay                                  |
| 3 | Maure | 48 | 360 | Marquis François d’Amfreville                                                                                         |
| 3 | Bourbon | 48 | 300 | Treillebois de la Vigerie                                                                                             |
| 3 | Bon | 52 | 325 | Pierre de Cou |

| ESCADRA ALBASTRĂ (ENGLEZĂ) (Edward Spragge) (navele în linia de bătaie) 22 nave de linie cu 1.380 tunuri și 8.375 oameni | ESCADRA ALBASTRĂ (ENGLEZĂ) (Edward Spragge) (navele în linia de bătaie) 22 nave de linie cu 1.380 tunuri și 8.375 oameni | ESCADRA ALBASTRĂ (ENGLEZĂ) (Edward Spragge) (navele în linia de bătaie) 22 nave de linie cu 1.380 tunuri și 8.375 oameni | ESCADRA ALBASTRĂ (ENGLEZĂ) (Edward Spragge) (navele în linia de bătaie) 22 nave de linie cu 1.380 tunuri și 8.375 oameni | ESCADRA ALBASTRĂ (ENGLEZĂ) (Edward Spragge) (navele în linia de bătaie) 22 nave de linie cu 1.380 tunuri și 8.375 oameni |
| --- | --- | --- | --- | --- |
| Rang | Navă | Tunuri | Echipaj | Căpitan |
| Avangarda (Thomas Ossory)                                                                                                | | | | |
| 2 | Rainbow | 64 | 410 | Mark Harrison |
| 4 | Foresight | 48 | 230 | Richard James |
| 4 | Greenwich | 54 | 280 | Thomas Bridgeman |
| 1 | Saint Michael | 90 | 700 | Contra-amiralul Sir Thomas Butler Earl of Ossory (1634-1680), căpitan Thomas Guy                                         |
| 4 | Sweepstakes | 42 | 180 | John Tempest † |
| 3 | York | 60 | 340 | William Finch † |
| 4 | Hampshire | 46 | 220 | Richard Griffith |
| Centrul (Edward Spragge)                                                                                                 | | | | |
| 3 | Dunkirk | 60 | 340 | Francis Courtney |
| 1 | Royal Charles | 100 | 780 | John Hayward |
| 4 | Advice | 48 | 230 | Dominick Nugent |
| 1 | Royal Prince | 100 | 780 | Amiralul Sir Edward Spragge (c1629-1673), căpitan Thomas Fowler                                                          |
| 3 | Henrietta | 62 | 355 | Robert Werden † |
| 2 | Saint George | 70 | 360 | Thomas Daroy |
| 3 | Dreadnought | 62 | 355 | Richard Trevanion |
| 5 | Guernsey | ? | ? | Thomas Harman |
| Ariergarda (John Kempthorne)                                                                                             | | | | |
| 4 | Bonaventure | 48 | 230 | Henry Killigrew |
| 3 | Mary | 64 | 365 | Sir Roger Strickland |
| 4 | Falcon | 42 | 180 | Thomas Andrews |
| 1 | Saint Andrew | 96 | 730 | Vice-amiralul Sir John Kempthorne (1620-1679)                                                                            |
| 3 | Monk | 60 | 340 | Bernard Ludman |
| 4 | Ruby | 48 | 230 | Stephen Pyend |
| 2 | Unicorn | 68 | 410 | John Rogers |
| 4 | Diamond | 48 | 230 | George Canning |

## Flota neerlandeză
51 nave de linie, 13 fregate (64 nave de război), 24 nave incendiare, 16 iahturi și alte nave mici cu 3.167 tunuri și 15.632 oameni (105 nave in total) 
| A DOUA ESCADRĂ (AVANGARDA) (Cornelis Tromp) (nu se cunoaște ordinea exactă a navelor în linia de bătaie) 17 nave de linie și 5 fregate cu 1.038 tunuri și 5.101 oameni, 8 nave incendiare, 5 iahturi | A DOUA ESCADRĂ (AVANGARDA) (Cornelis Tromp) (nu se cunoaște ordinea exactă a navelor în linia de bătaie) 17 nave de linie și 5 fregate cu 1.038 tunuri și 5.101 oameni, 8 nave incendiare, 5 iahturi | A DOUA ESCADRĂ (AVANGARDA) (Cornelis Tromp) (nu se cunoaște ordinea exactă a navelor în linia de bătaie) 17 nave de linie și 5 fregate cu 1.038 tunuri și 5.101 oameni, 8 nave incendiare, 5 iahturi | A DOUA ESCADRĂ (AVANGARDA) (Cornelis Tromp) (nu se cunoaște ordinea exactă a navelor în linia de bătaie) 17 nave de linie și 5 fregate cu 1.038 tunuri și 5.101 oameni, 8 nave incendiare, 5 iahturi | A DOUA ESCADRĂ (AVANGARDA) (Cornelis Tromp) (nu se cunoaște ordinea exactă a navelor în linia de bătaie) 17 nave de linie și 5 fregate cu 1.038 tunuri și 5.101 oameni, 8 nave incendiare, 5 iahturi |
| --- | --- | --- | --- | --- |
| Amiralitate | Navă | Tunuri | Echipaj | Căpitan |
| Amsterdam | Gouden Leeuw | 82 | 500 | Locotenentul-amiral Cornelis Tromp (1629-1691), căpitan Thomas Tobiaszoon, secund Cornelis van den Heuvel                                                                                            |
| Amsterdam | Olifant | 80 | 480 | Vice-amiralul Isaac Sweers (1629-1691), căpitani Willem Knijff & Juriaan Baak |
| Amsterdam | Hollandia | 80 | 440 | Contra-amiralul Jan de Haen (1620-1676) |
| Amsterdam | Agatha | 50 | 245 | Pieter de Sitter |
| Amsterdam | Akerboom | 62 | 280 | Jacob Teding van Berkhout |
| Amsterdam | Amsterdam | 60 | 280 | Cornelis van der Zaan |
| Amsterdam | Callantsoog | 70 | 285 | Volkert Hendricsz Swart |
| Amsterdam | Geloof | 56 | 280 | Cornelis Tijloos |
| Amsterdam | Provincie Utrecht | 60 | 280 | Jan de Jong |
| Amsterdam | Wakende Kraan | 44 | 200 | Pieter Klaasz Dekker |
| Amsterdam | Zeelandia | 44 | 200 | Daniel Elsevier |
| Rotterdam | Delft | 62 | 325 | Philips van Almonde |
| Rotterdam | Schieland | 60 | 285 | Adriaan Poort |
| Rotterdam | Wassenaer | 60 | 285 | Barent Rees |
| Noorderkwartier | Pacificatie | 80 | 340 | Cornelis Bakker |
| Noorderkwartier | Jupiter | 42 | 200 | Pieter Bakker |
| Noorderkwartier | Wapen van Holland | 46 | 200 | Matthijs Dirkszoon Pijl |
| Fregate | | | | |
| Amsterdam | Bommel | 24 | 100 | Jan Bogaart |
| Amsterdam | Haas | 24 | 100 | Hans Hartwich |
| Amsterdam | Middelburg | 36 | 135 | Henk Span |
| Amsterdam | Oudkarspel | 34 | 130 | Jan de Jong |
| Amsterdam | Popkensburg | 24 | 100 | Jan Noirot |
| Iahturi | | | | |
| Amsterdam | Egmond | 10 | 34 | Jan Kramer |
| Amsterdam | Triton | 10 | 34 | Klaas Portugaal |
| Zeeland | Bruinvis | 6 | ? | Jan Poot |
| Amsterdam | Kater | 10 | 34 | Abraham Taalman |
| Friesland | Huis van Nassau | ? | ? | Joost Willemszoon |
| Nave incendiare | | | | |
| Amsterdam | Draak | 4 | 22 | Willem Willemsz |
| Amsterdam | Jakob en Anna | 4 | 22 | Jan Boogaart (sau Boomgaart) |
| Amsterdam | Leidster | 4 | 22 | Pieter van Grootveldt |
| Amsterdam | Salm | 4 | 22 | Cornelis Jelmertsz Kok |
| Amsterdam | Salvador | ? | ? | Jakob Vroom |
| Amsterdam | Vergulde Post | 4 | 22 | Cornelis Boermans |
| Amsterdam | Vrede | 4 | 22 | Dirk Klaasz Harney |
| Noorderkwartier | Vis | ? | ? | Harmen Dircksz de Boer |
| Galiote | | | | |
| Amsterdam | Jonge Prins | ? | ? | Dirk Turk |
| Amsterdam | Sint Pieter | ? | ? | Dirk Piet van den Velde |

| PRIMA ESCADRĂ (CENTRUL) (Michiel de Ruyter) (nu se cunoaște ordinea exactă a navelor în linia de bătaie) 18 nave de linie și 4 fregate cu 1.281 tunuri și 6.276 oameni, 8 nave incendiare, 4 iahturi, 3 galiote | PRIMA ESCADRĂ (CENTRUL) (Michiel de Ruyter) (nu se cunoaște ordinea exactă a navelor în linia de bătaie) 18 nave de linie și 4 fregate cu 1.281 tunuri și 6.276 oameni, 8 nave incendiare, 4 iahturi, 3 galiote | PRIMA ESCADRĂ (CENTRUL) (Michiel de Ruyter) (nu se cunoaște ordinea exactă a navelor în linia de bătaie) 18 nave de linie și 4 fregate cu 1.281 tunuri și 6.276 oameni, 8 nave incendiare, 4 iahturi, 3 galiote | PRIMA ESCADRĂ (CENTRUL) (Michiel de Ruyter) (nu se cunoaște ordinea exactă a navelor în linia de bătaie) 18 nave de linie și 4 fregate cu 1.281 tunuri și 6.276 oameni, 8 nave incendiare, 4 iahturi, 3 galiote | PRIMA ESCADRĂ (CENTRUL) (Michiel de Ruyter) (nu se cunoaște ordinea exactă a navelor în linia de bătaie) 18 nave de linie și 4 fregate cu 1.281 tunuri și 6.276 oameni, 8 nave incendiare, 4 iahturi, 3 galiote |
| --- | --- | --- | --- | --- |
| Amiralitate | Navă | Tunuri | Echipaj | Căpitan |
| Rotterdam | Zeven Provincien | 80 | 530 | Locotenentul-amiral-general Michiel Adriaansz de Ruyter (1607-1676), căpitani Jan Willemsz van Nijmegen & Pieter de Liefde                                                                                      |
| Rotterdam | Eendracht | 72 | 420 | Locotenentul-amiral Aert Janssen van Nes (1626-1693) |
| Rotterdam | Vrijheid | 80 | 500 | Vice-amiralul Jan Evertsz de Liefde (1619-1673) |
| Rotterdam | Maagd van Dordrecht | 68 | 400 | Contra-amiralul Jan Jansse van Nes (1631-1680), căpitan Gerard Callenburgh |
| Rotterdam | Voorzichtigheid | 84 | 480 | Jan van Brakel |
| Rotterdam | Dordrecht | 44 | 175 | Frans van Nijdek |
| Rotterdam | Gelderland | 63 | 345 | Cornelis de Liefde |
| Rotterdam | Zeelandia | 42 | 170 | Simon van Panhuis |
| Amsterdam | Beschermer | 50 | 245 | David Swerius |
| Amsterdam | Essen | 50 | 245 | Philips de Munnik |
| Amsterdam | Spiegel | 70 | 350 | comandor Jacob van Meeuwen |
| Amsterdam | Stad Utrecht | 66 | 310 | Jan Davids Bont |
| Amsterdam | Steenbergen | 70 | 340 | Jan van Gelder |
| Amsterdam | Waasdorp | 68 | 338 | Engel de Ruyter |
| Noorderkwartier | Caleb | 46 | 220 | Klaas Pietersz Wijnbergen |
| Noorderkwartier | Wapen van Alkmaar | 64 | 260 | Jan Krook |
| Noorderkwartier | Wapen van Medemblik | 44 | 200 | Hendrik Visscher |
| Fregate | | | | |
| Amsterdam | Harderwijk | 24 | 100 | Mozes Wichmans |
| Amsterdam | Edam | 36 | 113 | Willem van Ewijk |
| Rotterdam | Schiedam | 24 | 90 | Cornelis van der Hoeven |
| Rotterdam | Wapen van Utrecht | 34 | 160 | Jan Snellen |
| Iahturi | | | | |
| Rotterdam | Hoope | ? | ? | Isaak Teuniszoon van Anten |
| Rotterdam | Rotterdam | ? | ? | Wynant van Meurs |
| Zeeland | Jonge Maria | 10 | ? | Arnout Leunissen |
| Zeeland | Tonijn | 6 | ? | Pieter de Moor |
| Friesland | Liefde | ? | ? | Jochem Janszoon |
| Nave incendiare | | | | |
| Amsterdam | Melkschuit | 4 | 17 | Jakob Schenk |
| Amsterdam | Sayer | 4 | 19 | Wijbrant Barentsz |
| Rotterdam | Blakmoor | ? | 18 | Abraham van Kooperen |
| Rotterdam | Eenhoorn | ? | ? | Willem de Raves |
| Rotterdam | Jisper Kerk | ? | ? | Lens Harmensz |
| Rotterdam | Louise | 4 | ? | Jan Danielsz van den Rijn |
| Rotterdam | Maria | ? | ? | Dirk de Munnik |
| Rotterdam | Sint Pieter | ? | 18 | Gerrit Halfkraag |

| A TREIA ESCADRĂ (ARIERGARDA) (Adriaen Banckert) (nu se cunoaște ordinea exactă a navelor în linia de bătaie) 17 nave de linie și 4 fregate cu 1.068 tunuri și 5.003 oameni, 8 nave incendiare, 6 iahturi | A TREIA ESCADRĂ (ARIERGARDA) (Adriaen Banckert) (nu se cunoaște ordinea exactă a navelor în linia de bătaie) 17 nave de linie și 4 fregate cu 1.068 tunuri și 5.003 oameni, 8 nave incendiare, 6 iahturi | A TREIA ESCADRĂ (ARIERGARDA) (Adriaen Banckert) (nu se cunoaște ordinea exactă a navelor în linia de bătaie) 17 nave de linie și 4 fregate cu 1.068 tunuri și 5.003 oameni, 8 nave incendiare, 6 iahturi | A TREIA ESCADRĂ (ARIERGARDA) (Adriaen Banckert) (nu se cunoaște ordinea exactă a navelor în linia de bătaie) 17 nave de linie și 4 fregate cu 1.068 tunuri și 5.003 oameni, 8 nave incendiare, 6 iahturi | A TREIA ESCADRĂ (ARIERGARDA) (Adriaen Banckert) (nu se cunoaște ordinea exactă a navelor în linia de bătaie) 17 nave de linie și 4 fregate cu 1.068 tunuri și 5.003 oameni, 8 nave incendiare, 6 iahturi |
| --- | --- | --- | --- | --- |
| Amiralitate | Navă | Tunuri | Echipaj | Căpitan |
| Zeeland | Walcheren | 70 | 420 | Locotenentul-amiral Adriaen van Trappen Banckert (1620-1684) |
| Zeeland | Zierikzee | 60 | 320 | Vice-amiralul Cornelis Evertsen de Jonge (1628-1679) |
| Noorderkwartier | Eenhoorn | 70 | 319 | Contra-amiralul Jan Janszoon Dick (?-1690) |
| Zeeland | Domburg | 60 | 300 | Karel van der Putten |
| Zeeland | Veere | 48 | 225 | Dirk Jobszoon Kiela |
| Rotterdam | Riddeschap van Holland | 65 | 345 | Eland du Bois |
| Amsterdam | Gideon | 62 | 280 | Barent Hals |
| Amsterdam | Huis Tijdverdrijf | 56 | 245 | Gilles Schey |
| Amsterdam | Komeetstar | 70 | 340 | Pieter van Middelland |
| Amsterdam | Gouden Leeuwen | 50 | 245 | Jan Gijsels van Lier |
| Noorderkwartier | Gelderland | 60 | 240 | Maarten de Boer |
| Noorderkwartier | Jonge Prins | 64 | 300 | Klaas Valehen |
| Noorderkwartier | Justina van Nassau | 65 | 280 | Jan Muijs |
| Noorderkwartier | Noorderkwartier | 60 | 254 | Jacob Roos |
| Noorderkwartier | Wapen van Enkhuizen | 72 | 336 | Leendert Kuiper |
| Noorderkwartier | Wapen van Nassau | 58 | 230 | Pieter Kersseboom |
| Noorderkwartier | Westfriesland | 78 | 324 | Jan Hek |
| Fregate | | | | |
| Zeeland | Delft | 34 | ? | Adriaen Banckert de Jonge |
| Zeeland | Goes | 34 | 142 | Barent Martensz |
| Rotterdam | Brak | 22 | 100 | Roemer Vlak |
| Friesland | Windhondt | ? | ? | Jan Pieterszoon Vinkelbos |
| Iahturi | | | | |
| Zeeland | Goes | 8 | 25 | David van Geersdaale |
| Zeeland | Lapmand | 8 | 25 | Daniel Scuye |
| Zeeland | Parel | 8 | ? | Teunis Post |
| Zeeland | Zwaluw | ? | ? | Matthys Laurenszoon |
| Zeeland | Waterhondt | ? | ? | Jakob Hamers |
| Zeeland | Hazewindt | 7 | 25 | Tobias Adriaansz |
| Nave incendiare | | | | |
| Amsterdam | Kasteel van Loon | ? | 22 | Pieter Hendriksz Pop |
| Noorderkwartier | Christina Leonora | ? | 16 | Pieter Bokkes |
| Noorderkwartier | Witte Mol | ? | 17 | Hendrik Munt |
| Zeeland | Dadelboom | 2 | ? | Reinier Dircksz |
| Zeeland | Samson | ? | 12 | Lieven Zacharias |
| Zeeland | St Catharina | ? | ? | Frederick van Konvent |
| Zeeland | Samuel en Jakob | ? | ? | Simon Arentszoon |
| Zeeland | Sivillie | ? | ? | Antony Janszoon Schalje |